# Bandera de los isleños del estrecho de Torres
La bandera de los isleños del estrecho de Torres es la bandera oficial de los isleños del estrecho de Torres, un pueblo indígena de Australia. Fue diseñada en 1992 por Bernard Namok mediante un concurso local.
Fue reconocida en junio de 1992. En 1995 se le concedió carácter oficial en virtud de la Flags Act 1953, al igual que a la bandera aborigen australiana.

## Significado

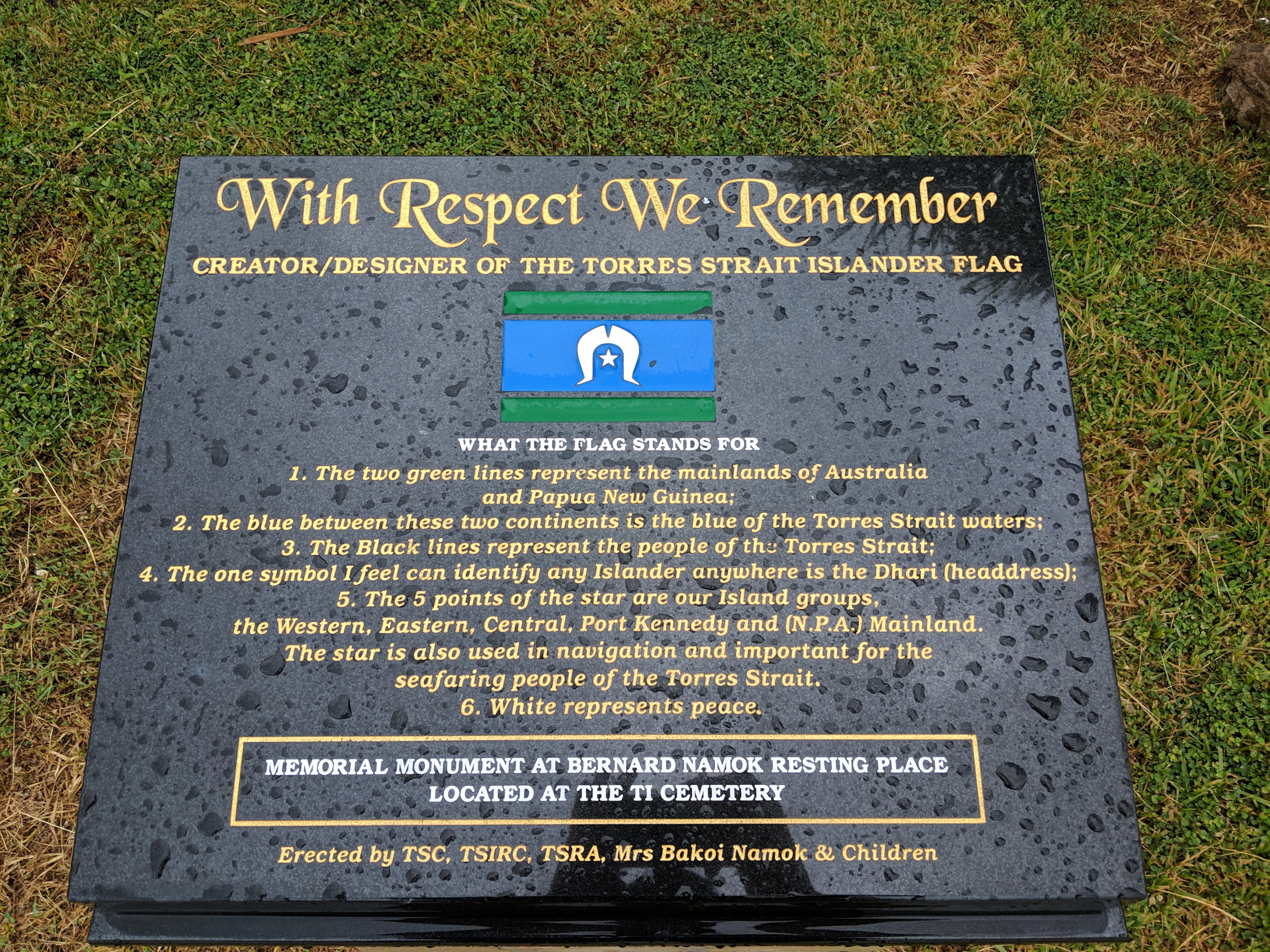
Placa conmemorativa que explica el significado de la bandera de los isleños del estrecho de Torres (en inglés).

Los paneles verdes de la parte superior e inferior de la bandera simbolizan la tierra, mientras que el panel azul del centro representa las aguas del estrecho de Torres. Las finas franjas negras entre los paneles verde y azul representan a los isleños del estrecho de Torres. La estrella blanca de cinco puntas en el centro de la bandera representa los cinco grandes grupos de islas y el dhari blanco (también escrito dari, un tocado ceremonial de bailarina) que la rodea también simboliza al pueblo isleño del estrecho de Torres. El blanco simboliza la paz, y la estrella, la navegación.

## Estatus
El 14 de julio de 1995, el gobernador general Bill Hayden emitió una proclamación en virtud de la sección quinta de la Flags Act 1953 en la que declaraba que la bandera era «reconocida como la bandera del pueblo isleño del estrecho de Torres de Australia y una bandera de importancia para la nación australiana en general».
Un «descuido administrativo» hizo que la proclamación de 1995 no se presentara para continuar en vigor indefinidamente; por lo tanto, expiró automáticamente el 1 de enero de 2008. Fue sustituida casi idénticamente, el 25 de enero de 2008, con efecto retroactivo desde el 1 de enero.
En la proclamación de 2008, la bandera «se reconoce como la bandera del pueblo isleño del Estrecho de Torres de Australia y una bandera de importancia para la nación australiana en general». Se establece que «será la bandera del pueblo isleño del Estrecho de Torres de Australia y se conocerá como la Bandera de los isleños del estrecho de Torres».
Aunque Namok ya ha fallecido, la bandera de los isleños del estrecho de Torres sigue estando sujeta a derechos de autor en virtud de la Ley de Derechos de Autor de 1968 (Cth). Los derechos de autor fueron administrados por el Consejo de Coordinación Insular hasta 2008, cuando este organismo fue sustituido por el Consejo Regional de las islas del estrecho de Torres. Está dispuesto a permitir reproducciones de la bandera que sean exactas y reconozcan a Namok como el diseñador.

## Uso
La bandera de los isleños del Estrecho de Torres ondea permanentemente junto a la bandera aborigen australiana frente al ayuntamiento de Adelaida, en Adelaida (Australia Meridional).
Tras las elecciones federales australianas de 2022, celebradas el 21 de mayo de 2022, el Gobierno laborista entrante, liderado por Anthony Albanese, comenzó a exhibir la bandera aborigen y la bandera de los isleños del estrecho de Torres junto a la bandera nacional en las ruedas de prensa ministeriales. Tras la apertura del nuevo Parlamento, ambas banderas comenzaron a exhibirse en las cámaras de la Cámara de Representantes y del Senado.
A partir del 27 de mayo de 2022, al comienzo de la Semana de la Reconciliación Nacional, tanto la bandera aborigen como la de los isleños del estrecho de Torres se izaron en el jardín delantero de la Casa de Gobierno, en Adelaida, para ondear permanentemente junto a la bandera nacional y la bandera de Australia Meridional.